# داده ساخت‌یافته
داده ساخت‌یافته (به انگلیسی: Structured data) داده‌ای است که در یک مخزن داده (معمولاً یک پایگاه داده) قالب‌بندی (فرمت‌دهی) شده‌است، در نتیجه عناصر آن می‌تواند برای پردازش و تحلیل موثرتر در دسترس قرار گیرد. یک مدل داده به صورت صریح ساختار داده را تعیین می‌کند. مدل (ساختار)های داده در یک نشانه گذاری مدل‌سازی داده معین شده‌اند، که این عمل نشانه‌گذاری اکثراً به صورت دیداری (گرافیکی) می‌باشد. به یک مدل داده در زمینهٔ زبان‌های برنامه‌نویسی «ساختمان داده» گفته می‌شود. برای داده ساخت‌یافته، عناصر داده سازمان یافته‌اند و رابطهٔ آن با داده‌های دیگر، و رابطهٔ آن با ویژگی‌های موجودیت‌های جهان واقعی معرفی شده‌است.
مفهوم داده ساختاردار در مقابل «داده بدون ساختار» و «داده نیمه ساخت‌یافته» قراردارد؛ و می‌تواند در یک رشته پیوستار قرار گیرد، که از کمترین فرمت (بدون ساختار) شروع و با بیشترین فرمت داده (ساخت‌یافته) انتها می‌یابد. هرچه ساخت یک داده بیشتر باشد، قابلیت پردازش روی آن داده بیشتر است.
مثال‌های داده ساخت‌یافته شامل اعداد، تاریخ، رشته می‌باشند. متخصصان این معتقداند که نوع از داده‌ها تنها ۲۰ درصد از داده‌های موجود را شامل می‌گردند، و معمولاً همین نوع داده‌است که در یک پایگاه داده ذخیره می‌گردد.